# Ruzier
I Ruzier (talvolta anche Ruzieri o Ruggieri) furono una famiglia patrizia veneziana, annoverata fra le cosiddette Case Nuove.

## Storia
Secondo la leggenda, i Ruzier sarebbero giunti in laguna dalla marca trevigiana, dall'Istria o da Costantinopoli.
Furono molto presenti a Candia e, alla serrata del Maggior Consiglio (1297), furono confermati nel ceto patrizio; altre cronache, invece, riportano come data d'aggregazione il 1298, essendo i Ruzier rientrati quello stesso anno da Costantinopoli. Altre ancora, infine, riferiscono che essi vennero esclusi dal Maggior Consiglio alla serrata, ma successivamente riammessi nel 1310 per il supporto garantito alla Repubblica durante la congiura del Tiepolo.
Talune fonti attestano che questa famiglia si sia estinta nel 1547 in un Alvise di Pietro di Francesco Ruzier, detto il Gobbo; più recenti studi pongono il periodo d'estinzione del casato tra il 1632 e il 1640.